# Breg
Die Breg ist mit 46 km der längste und wasserreichste Quellfluss der Donau und durchzieht den Südosten des Mittleren Schwarzwalds und die Baar, bevor sie in Donaueschingen von rechts mit der kürzeren und einzugsgebietsärmeren Brigach zur Donau zusammenfließt; mit dem heimatkundlichen Merkspruch gesagt: „Brigach und Breg bringen die Donau zuweg.“

## Namensherkunft
Die Breg wurde erstmals 1152/86 in einer lateinischen Quelle (apud pregin „bei der Breg“) erwähnt, 1234 dann als „Brega“. Der Flussname wird auf keltisch *Brigonā zurückgeführt, das sich über germanisch *Brigana und ahd. *Bregana zur belegten hochmittelalterlichen Form Brega entwickelt hat. *Brigonā ist eine n-Ableitung von keltisch briga ‚Berg, Hügel, Burg‘; als namensgebender Berg gilt der 1149 Meter hohe Brend im Hochschwarzwald, von dem nach Osten die Breg, nach Norden die Elz (im Oberlauf 1178 Bregen) sowie nach Westen der Bregenbach fließen.

## Geographie

### Quelle
Die Breg entspringt in 1078 m ü. NHN sechs Kilometer nordwestlich von Furtwangen. Ihre Quelle nahe der Martinskapelle, auch Donauquelle genannt, ist als Naturdenkmal geschützt. Sie liegt rund 100 Meter südöstlich der Wasserscheide Rhein/Donau (der großen europäischen Wasserscheide). Jenseits davon und nur rund 900 Meter entfernt entspringt die Elz, die in der gleichen Längs-Talung zunächst entgegengesetzt nach Norden fließt und später in den Rhein mündet. Der Ursprung der Breg ist auch die westlichst gelegene Quelle im Einzugsgebiet des Schwarzen Meeres.

### Verlauf
Das Bregtal ist im obersten, Katzensteig genannten, Abschnitt ein deutlich von eiszeitlichen Gletschern geformtes Tal mit auffallend geringem Gefälle und einem Landschaftsbild, das von großen Schwarzwaldhöfen geprägt ist. Zwischen den Städten Furtwangen und Vöhrenbach fließt die Breg in einem breiteren und etwas dichter besiedelten Tal nach Osten und durchfließt dann, generell südöstlich gerichtet, ein einsames Waldtal, begleitet von einer Straße und der Trasse der einstigen Bregtalbahn, auf der heute ein Radweg verläuft. Kurz vor Hammereisenbach-Bregenbach münden die Linach unterhalb ihrer Linachtalsperre und im Ort der wegen seiner zwei großen Oberläufe bedeutsamste, selbst aber nur kurze Breg-Zufluss Hammerbach. Bei Bräunlingen mündet der Röthenbach, von dem ein Oberlauf den Kirnbergsee durchfließt. Dort und weiter über Hüfingen bis Donaueschingen fließt die Breg außerhalb des Schwarzwaldes durch ein breites, offenes Tal auf der Hochfläche der Baar.

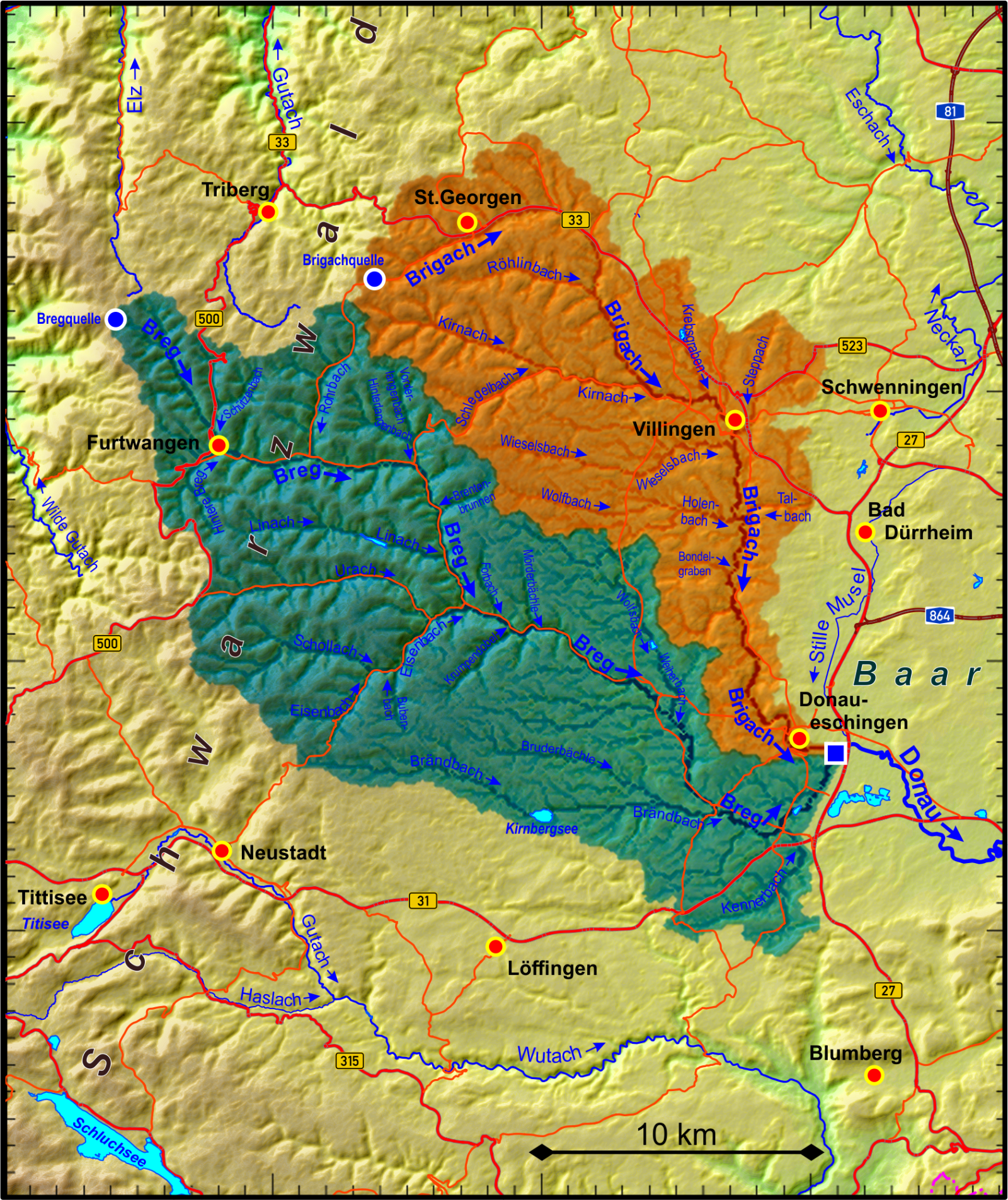
Einzugsgebiete der Breg und der Brigach

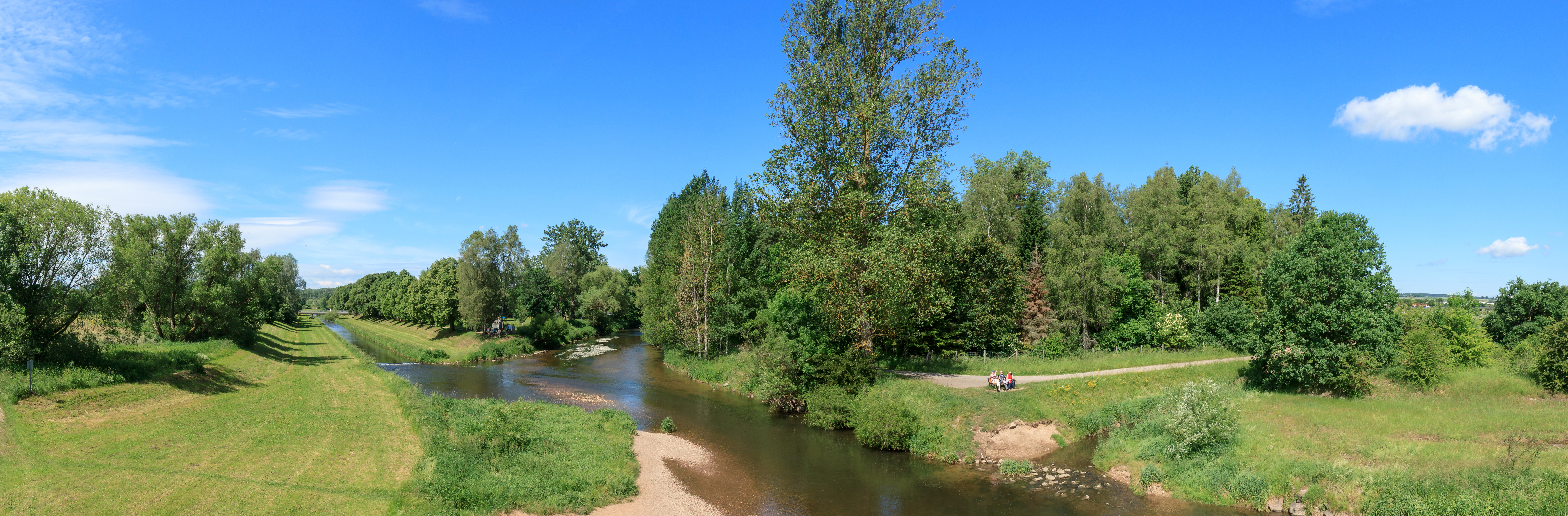
Zusammenfluss der Breg (hinten links) mit der Brigach (hintere Mitte) zur Donau (nach vorne rechts). Der Donau-Zufluss ganz im Vordergrund ist die Stille Musel.

Nach 46,1 Kilometern Lauf mit mittlerem Sohlgefälle von etwa 9 ‰ fließt die Breg in Donaueschingen auf etwa 672 m ü. NHN von rechts mit der Brigach zur Donau zusammen. Da die Breg nicht nur der längste, sondern auch der wasserreichste Quellfluss der Donau ist, wird ihre Quelle hydrographisch als Donauursprung (Donauquelle) betrachtet.

### Einzugsgebiet
Die Breg hat ein 291,6 km² großes Einzugsgebiet, das naturräumlich gesehen zu über fünf Sechsteln zum Schwarzwald rechnet, und zwar zu dessen Unterraum Südöstlicher Schwarzwald, während der übrige, mündungsnahe Rest schon im Bereich der Baar liegt, die Teil der offenbar nicht ganz exhaustiv benannten Neckar- und Tauber-Gäuplatten ist. Die zwei höchsten Punkte im Einzugsgebiet liegen an dessen Westrand, auf etwa 1145 m ü. NHN nahe dem Gipfel des Brends unweit des Ursprungs und auf 1140,6 m ü. NHN auf dem des Steinbühls nahe am Südwesteck.
Reihum grenzen die Einzugsgebiete folgender Nachbarflüsse an:
- Jenseits der Nordgrenze entwässert die Gutach nordwärts zum Oberrhein-Zufluss Kinzig;
- hinter der langen nordöstlichen nähert sich der Geschwisterfluss Brigach langsam bis zum Zusammenfluss zur Donau;
- die ebenfalls lange südsüdöstliche Wasserscheide trennt vom oberen Einzugsgebiet der Wutach, die in den Hochrhein mündet;
- im Westen konkurriert die Elz größtenteils über ihren großen Zufluss Wilde Gutach wieder zum Oberrhein;
- auf einem nur kurzen Stück nordwestlicher Wasserscheide liegt jenseits das Quellgebiet der Elz selbst.

### Zuflüsse
Von der Quelle bis zum Zusammenfluss mit der Brigach. Diese Liste führt nur die bedeutenderen Zuflüsse auf.
- Schochenbach (rechts)
- Schützenbach (links)
- Hintere Breg (rechts)
- Rohrbach (links)
- Vorderlangenbach (links)
- Linach (rechts)
- Hammerbach (rechts) mit Oberläufen Eisenbach und Urach
- (Bach aus dem Krumpendobel) (rechts)
- Mörderbächle (links)
- Reichenbächle (rechts)
- Weiherbach (links)
- Röthenbach (rechts)
- Kennerbach oder Lachengraben (rechts)

### LUBW
Amtliche Online-Gewässerkarte mit passendem Ausschnitt und den hier benutzten Layern: Lauf und Einzugsgebiet der Breg

Allgemeiner Einstieg ohne Voreinstellungen und Layer: Daten- und Kartendienst der Landesanstalt für Umwelt Baden-Württemberg (LUBW) (Hinweise)
1. 1 2 3  Höhe nach dem Höhenlinienbild auf dem Hintergrundlayer Topographische Karte.
2. ↑  Länge nach dem Layer Gewässernetz (AWGN).
3. ↑  Einzugsgebiet nach dem Layer Aggregierte Gebiete 04.
4. ↑  Höhe nach schwarzer Beschriftung auf dem Hintergrundlayer Topographische Karte.

### Andere Belege
1. ↑  Deutsches Gewässerkundliches Jahrbuch Donaugebiet 2006 Bayerisches Landesamt für Umwelt, S. 80, abgerufen am 4. Oktober 2017, Auf: bestellen.bayern.de (PDF, deutsch, 24,2 MB).
2. ↑  Wert aus Regionalisierung (Stand 1. März 2016) bei der Hochwasservorhersagezentrale, Landesanstalt für Umwelt Baden-Württemberg
3. ↑  Albrecht Greule: Deutsches Gewässernamenbuch. Etymologie der Gewässernamen und der zugehörigen Gebiets-, Siedlungs- und Flurnamen. de Gruyter Mouton 2014, Berlin/Boston, S. 70 f.
4. ↑  Heinz Fischer, Hans-Jürgen Klink: Geographische Landesaufnahme: Die naturräumlichen Einheiten auf Blatt 177 Offenburg. Bundesanstalt für Landeskunde, Bad Godesberg 1967. → Online-Karte (PDF; 4,0 MB)
5. ↑  Friedrich Huttenlocher: Geographische Landesaufnahme: Die naturräumlichen Einheiten auf Blatt 178 Sigmaringen. Bundesanstalt für Landeskunde, Bad Godesberg 1959. → Online-Karte (PDF; 4,3 MB)
6. ↑  Günther Reichelt: Geographische Landesaufnahme: Die naturräumlichen Einheiten auf Blatt 185 Freiburg i. Br. Bundesanstalt für Landeskunde, Bad Godesberg 1964. → Online-Karte (PDF; 3,7 MB)
7. ↑  Alfred G. Benzing: Geographische Landesaufnahme: Die naturräumlichen Einheiten auf Blatt 186 Konstanz. Bundesanstalt für Landeskunde, Bad Godesberg 1964. → Online-Karte (PDF; 4,1 MB)